# Dziennik podróży do Tatrów

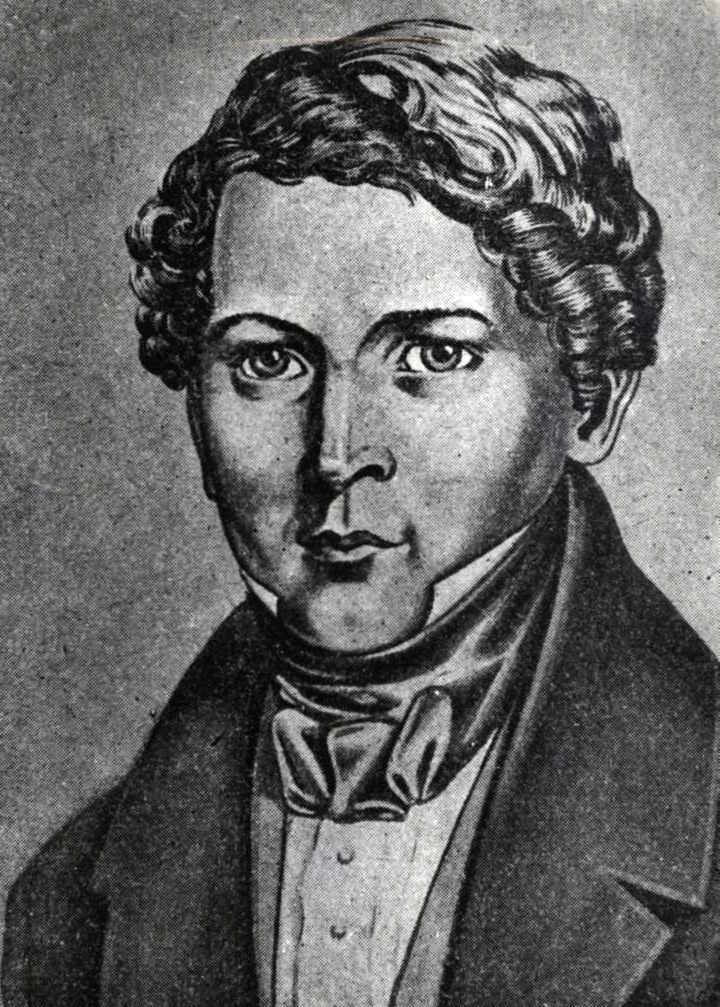
Portret Seweryna Goszczyńskiego, grafika z XIX wieku

Dziennik podróży do Tatrów – dziennik podróży napisany przez Seweryna Goszczyńskiego podczas jego podróży po Podhalu, Spiszu i Tatrach w 1832. Obejmuje okres od 4 kwietnia do 1 listopada 1832. Drukowany był we fragmentach na różnych łamach poczynając od 1834, a w całości wydany po raz pierwszy w roku 1853 w Petersburgu.
Dziennik był jednym z pierwszych wielkich dzieł poświęconych przyrodzie, kulturze i folklorowi Podhala i Tatr. Powstał w trakcie podróży Goszczyńskiego z Krakowa do Łopusznej u podnóży Gorców, gdzie jako poszukiwany uczestnik powstania listopadowego schronił się w dworze Leona Tetmajera, oraz w czasie odbywanych stamtąd wycieczek w Tatry i na Spisz.
Góralszczyzna w Dzienniku traktowana jest w sposób romantyczny, z pozycji demokratycznych. Górale podhalańscy to grupa ludzi o wielkich wartościach kulturotwórczych i społecznych. Goszczyński podkreśla nawet wyższość Górali nad chłopami z innych rejonów kraju. Dzieło ma charakter gawęd o życiu góralskim, pasterstwie, czy zbójnictwie. Podkreślana jest pracowitość górali i ich umiłowanie wolności, a także dążenia niepodległościowe. Opisane są stroje ludowe, a także ułożono słownik gwary podhalańskiej. Same góry są natomiast zdemonizowane i zamieszkałe przez dziwaczne stwory. Realizm faktów koegzystuje w Dzienniku z subiektywizmem impresji.